# Liste der traditionellen Führer in Namibia
Dies ist die Liste der traditionellen Führer in Namibia.

## Rechtliche Grundlage
Gemäß der Verfassung Namibias von 1990 wird den traditionellen Führern, Stammes- und Sippenhäuptern aus Erblinien als auch traditionell ermittelten oder demokratisch gewählten Führern, ein fester Platz im System Namibias eingeräumt, haben jedoch keine politische Position. Sie sind Vorsitzende der Traditionellen Verwaltungseinheiten in Namibia. Rechtlich wird dies im Traditional Authorities Act abgehandelt. Erstmals wurden 1998 Verwaltungen und deren Führer anerkannt.
Damit wird der multikulturellen und vielschichtigen Bevölkerung des Landes Rechnung getragen. Im Jahr 2009 gab es 49 vom Präsidenten anerkannte traditionelle Führer.
Von den ehemaligen und teilweise autonomen Homelands in Südwestafrika und deren Autonomieverwaltungen werden seit der Unabhängigkeit Namibias einzig die Kapteine der Rehobother Baster nicht mehr als traditionelle Gesellschaft gesehen und der Rehobother Basterrat offiziell entsprechend aufgelöst. Die Rehoboth Basters sind jedoch Mitglied der Unrepresented Nations and Peoples Organization.
Die traditionellen Gesetze der einzelnen Verwaltungen dürfen über ein streng und gesetzlich festgelegtes Gebiet ausgeübt werden.

## Titel
Laut dem Traditional Authorities Act werden die Bezeichnungen Head oder Chief genutzt. Traditionelle Titel (zum Beispiel Elenge) sind zugelassen, bringen aber keine Sonderrechte mit sich. Staatspräsident Hage Geingob wies im Oktober 2015 darauf hin, dass die Bezeichnungen „König“ beziehungsweise „Königin“ unzulässig sind. Diese werden dennoch von inoffizieller, aber auch offizieller Stelle, weiterhin genutzt.
Einzelne anerkannte Gruppierungen werden als Volksgruppe oder Clan bezeichnet und bilden in fast allen Fällen eine traditionelle Verwaltung.

## Traditionelle Gruppierungen

### Caprivi
- Mafwe
- Mashi
- Masubiya
- Mayeyi

### Damara
- Ratsvorsitzender der Damara
  - ǃGobaninKlicklaut
  - ǀKhomanin
  - ǃOeǂgan
  - Tsoaxudaman
  - ǃGaiodaman
  - ǂAodaman
  - Dâure Daman

### Herero
- Kambazembi
- Kakurukouje
- Kapika
- Ovaherero
  - Tjamuaha
  - Maharero
- Otjikaoko
- Ovambanderu
- Vita
- Zeraua (auch Zeraeua)

### Kavango
- Gciriku
- Kwangali
- Mbukushu
- Mbunza
- Shambyu

### Nama
- Berseba-Nama (ǀHai-ǀkhauan)
- Bethanien-Nama (ǃAman)
- Blouwes
- Bondelswarts (ǃGami-ǂnun)
- Groot Doden (ǁÔ-gain)
- Khauas-Nama (Kaiǀkhauan)
- Orlam-Afrikaner (ǃGû-ǃgôun oder Nauba-xu gye ǀki-khoen)
- Riemvasmaker
- Rote Nation (Kaiǁkhaun)
- Simon Kooper (ǃKhara-Khoen)
- Swartbooi (ǁKhau-ǀgõan)
- Topnaar-Nama (ǂAonin)
- Vaalgras-Nama
- Veldschoendrager (ǁHawoben)
- Witbooi-Nama (ǀKhowesin)

### Ovambo
- Ombadja
- Ombalantu
- Ondonga
- Ongandjera
- Uukolonkadhi
- Uukwaluudhi
- Uukwambi
- Uukwanyama (Oukwanyama)

### San
- Juǀ'Hoan
- ǂKao ǁAesi
- ǃKung
- Hai-ǁOm
- ǃXoo

### Tswana
- Batswana ba Namibia
- Bakgalagadi